# Бхиванди
Бхива́нди (англ. Bhiwandi, маратхи भिवंडी) — город на западе Индии, в штате Махараштра, расположенный на территории округа Тхане. Административный центр одноимённого талука. Город является частью агломерации Большого Мумбаи.

## География и климат
Город находится в западной части Махараштры, в долине реки Улхас. Абсолютная высота — 23 метра над уровнем моря.
Бхиванди расположен на расстоянии приблизительно 20 километров к северо-востоку от Мумбаи, административного центра штата и на расстоянии 1110 километров к юго-западу от Дели, столицы страны. Климат города, лежащего в субэкваториальном поясе, характеризуется сменой влажного и сухого сезонов. Среднегодовое количество осадков — 3224 мм.

## Демография
По данным последней официальной всеиндийской переписи 2001 года, население составляло 598 741 человека, из которых мужчины составляли 54,05 %, женщины — соответственно 45,95 % . Уровень грамотности населения составлял 66 % (при среднем по Индии показателе 59,5 %).
Динамика численности населения города по годам:
| 1991    | 2001    | 2012    |
| ------- | ------- | ------- |
| 379 070 | 598 741 | 925 109 |

## Экономика
Бхиванди является одним из наиболее крупных и значимых центров текстильной промышленности Индии; поэтому город известен также под неофициальным названием «Индийский Манчестер».
Кроме того, на территории города расположен ряд предприятий фармацевтической промышленности.

## Транспорт
Через Бхиванди проходит автомагистраль, соединяющая города Мумбаи и Агра. Ближайший аэропорт расположен в городе Мумбаи.